# V odborné péči
V odborné péči (v anglickém originále In Treatment) je americký dramatický seriál z produkce HBO, který byl uveden 28. ledna 2008. Pochází z izraelského seriálu Be Tipul. V americké verzi léči padesátiletý doktor Paul Weston, zahraný Gabrielem Byrnem. Seriál byl přijat kritiky a odnesl si mnoho ocenění, včetně Ceny Emmy a Zlatého glóbu. Druhá řada měla premiéru 5. dubna 2009 a třetí 26. října 2010. Vedle jiných verzí existuje i česká pod názvem Terapie.

## Obsazení

### První řada
- Gabriel Byrne .... Dr. Paul Weston
- Michelle Forbesová .... Kate Weston
- Melissa George .... Laura, anestezioložka
- Blair Underwood .... Alex Prince, voják
- Mia Wasikowska .... Sophie, gymnastka
- Embeth Davidtzová .... Amy
- Josh Charles .... Jake
- Dianne Wiestová .... Gina Toll
- Jake Richardson .... Ian Weston
- Mae Whitman .... Rosie Weston
- Max Burkholder .... Max Weston
- Julia Campbellová .... Olivia, Sophiina matka
- Peter Horton .... Zack, Sophiiny otec
- Glynn Turman .... pan Prince, Alexův otec

### Druhá řada
- Hope Davisová .... Mia Neski, Paulova právnička ajeho bývalá pacientka
- Alison Pill .... April, studentka architektury Prattova ústavu, které našli lymfom
- Aaron Shaw .... Bess, Oliverův otec
- Sherri Saumová.....Luke, Oliverova matka
- Russell Hornsby .... Oliver
- John Mahoney .... Walter
- Laila Robins .... Tammy Kent

## Ocenění

### 61. ceny Emmy
- Nejlepší hlavní herec v dramatickém seriálu (Gabriel Byrne, nominace)
- Nejlepší vedlejší herečka v dramatickém seriálu (Dianne Wiest, nominace)
- Nejlepší vedlejší herečka v dramatickém seriálu (Hope Davis, nominace)

### 60. ceny Emmy
- Nejlepší hlavní herec v dramatickém seriálu (Gabriel Byrne, nominace)
- Nejlepší vedlejší herečka v dramatickém seriálu (Dianne Wiest, výhra)
- Nejlepší vedlejší herečka v dramatickém seriálu (Hope Davis, nominace)
- Nejlepší hostující herec v dramatickém seriálu  (Glynn Turman, nominace)
- Nejlepší kameraman pro půlhodinový seriál (Fred Murphy, nominace)

### 66. ceny Zlatý Globus
- Nejlepší televizní seriál - drama (nominace)
- Nejlepší hlavní herec v dramatickém seriálu (Gabriel Byrne, výhra)
- Nejlepší vedlejší herečka v dramatickém seriálu (Dianne Wiest, nominace)
- Nejlepší vedlejší herečka v dramatickém seriálu (Melissa George, nominace)
- Nejlepší vedlejší herec v dramatickém seriálu (Blair Underwood, nominace)

### Satellite Awards 2008
- Nejlepší seriál - drama (nominace)
- Nejlepší herec - drama (Gabriel Byrne, nominace)
- Nejlepší vedlejší herečka - seriál, miniseriál nebo TV film (Dianne Wiest, nominace)

### Directors Guild of America Awards 2008
- Dramatický seriál (Paris Barclay, za "Alex: Week Eight", nominace)

### Writers Guild of America Awards 2008
- Best New Series (Rodrigo García, Bryan Goluboff, Davey Holmes, William Meritt Johnson, Amy Lippman and Sarah Treem, won)

### 2008 AFI Awards
- One of 10 Best Television Programs